# Mannheimer Philharmoniker
Die Mannheimer Philharmoniker sind ein 2009 von Boian Videnoff als gemeinnützige Einrichtung zur Förderung des musikalischen Nachwuchses gegründetes, frei finanziertes Sinfonieorchester mit Sitz in Mannheim.

## Geschichte

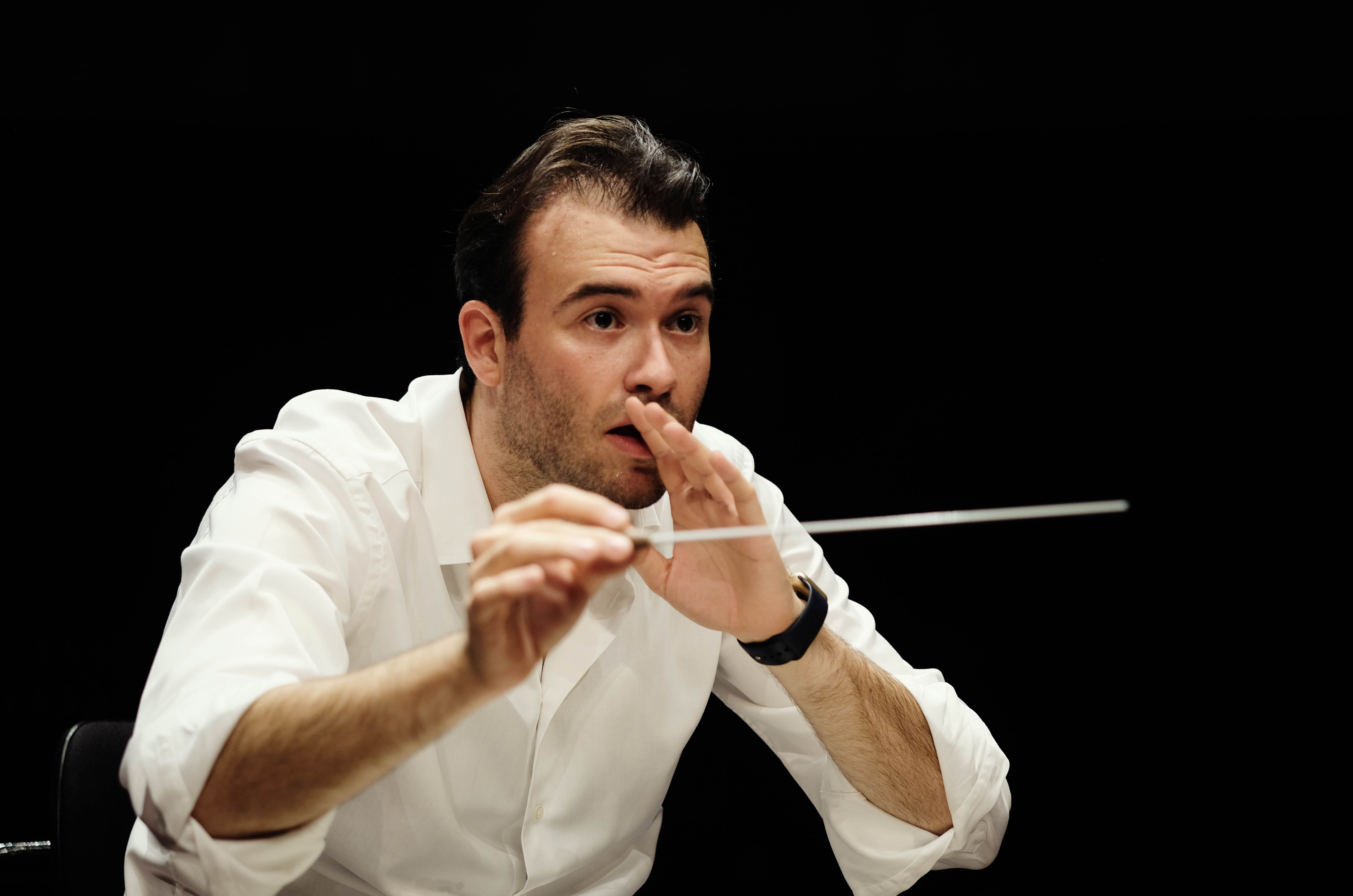
Boian Videnoff, Gründer und Dirigent der Mannheimer Philharmoniker

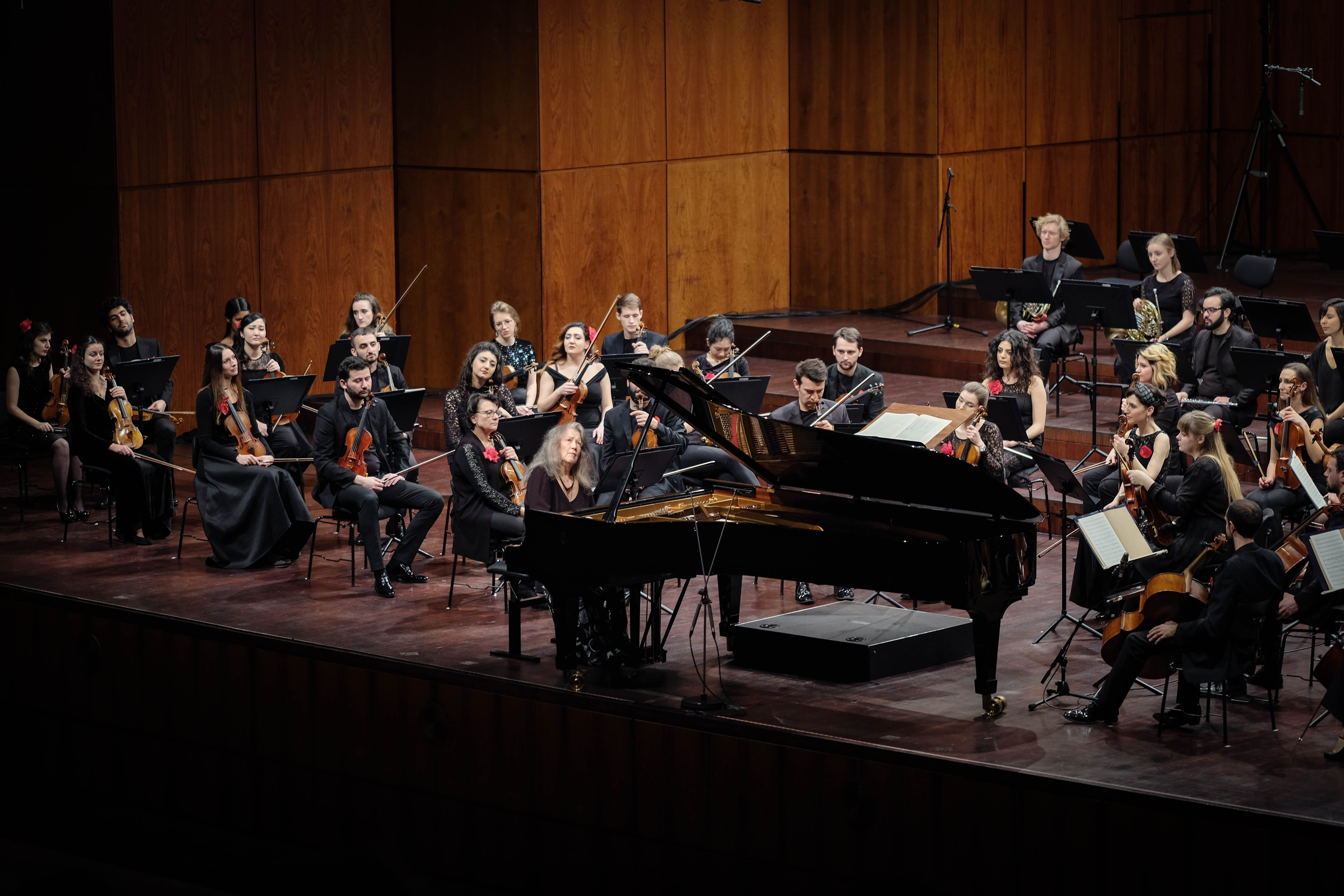
Die Mannheimer Philharmoniker mit Martha Argerich (2019)

2009 wurde das Orchester von dem Dirigenten Boian Videnoff ins Leben gerufen, der bis heute die künstlerische Leitung innehat. Das Orchester besteht ausschließlich aus Musikstudenten und bietet angehenden Orchestermusikern die Gelegenheit, Erfahrungen im Orchesterspiel zu sammeln und damit eine mögliche Festeinstellung in einem etablierten Kulturorchester zu befördern. Dabei rotieren die Positionen der Solisten innerhalb der einzelnen Instrumentengruppen im Orchester regelmäßig, sodass die Musiker gleichmäßig gefördert und vielseitig ausgebildet werden. Es erfolgt ebenfalls ein Training im Probespiel. Nach Angaben des Orchesters haben bisher über 500 Musiker aus über 40 Ländern bei den Mannheimer Philharmonikern Berufserfahrungen sammeln können. Zahlreiche Musiker wurden seither in angesehenen Orchestern engagiert.
Das Orchester hat eine eigene Konzertreihe im Mannheimer Rosengarten und trat außerdem im Rahmen von Sinfoniekonzerten und Kammermusikkonzerten sowie bei Gastspielen und auf Tourneen in bedeutenden Konzertsälen gemeinsam mit bekannten Solisten auf; darunter zum Beispiel Martha Argerich, Mischa Maisky, Sonya Yoncheva, Michael Barenboim, Johannes Moser, Sergei Babayan, Julian Steckel, Igor Levit, Sergei Nakariakov, Elena Bashkirova, Lars Vogt  und Dimitris Sgouros.
Gastspiele führten das Orchester bisher unter anderem ins Auditorio Nacional in Madrid, die Stuttgarter Liederhalle, die Nürnberger Meistersingerhalle, den Gasteig und den Herkulessaal in München, die Hamburger Elbphilharmonie und den Königin-Elisabeth-Saal in Antwerpen. Tourneen absolvierte das Orchester nach China (2011), Russland (2014), in den Kosovo und die Schweiz (2016) und nach Italien (2017).
Zudem werden Familienkonzerte und Kinderkonzerte veranstaltet. Mit regelmäßigen Auftritten an ungewöhnlichen Orten (z. B. öffentlichen Plätzen, Bahnhöfen und Kaufhäuser) möchte das Orchester das Interesse an der klassischen Musik wecken und für diese ein neues Publikum gewinnen.
Konzerte des Orchesters werden regelmäßig live im Fernsehen (Rhein-Neckar Fernsehen), auf Facebook, Youtube, der eigenen Plattform „HomeSymphony“ und im Internet kostenlos übertragen.

## Diskografie
- Träumereien. Werke von u. a. Mozart, Mahler, Mendelssohn, Tschaikowski, Chopin. Albena Danailova, Violine; Olga Zado, Klavier; Nil Kocamangil, Violoncello; Mannheimer Philharmoniker, Dirigent: Boian Videnoff (Animato; 2015)

## Filmdokumentationen
- Reportage: Die Mannheimer Philharmoniker im Porträt. Rhein-Neckar Fernsehen, 24. Dezember 2015

- Beyond Music: Mannheimer Philharmoniker. Tour Documentary Elbphilharmonie. Dokumentarfilm von Helge Thomas, November 2017.
- Mannheimer Philharmoniker. Kurzfilm von Christine Müller, Ingo Schmitt und Helge Thomas, Jul. 2016.